# 芒松芒赞
芒松芒赞（藏語：མང་སྲོང་མང་བཙན，威利转写：mang srong mang btsan，THL：Mangsong Mangtsen，藏语拼音：Mangsong Mangzan，637年或650年—676年），按照藏族的传统，他是吐蕃王朝第34任赞普，650年至676年在位。他是共日共赞的儿子，为吐谷浑妃蒙洁墀嘎（藏語：འ་ཞ་བཟའ་མོང་རྗེ་ཁྲི་ད་ཀར）所生。也是松赞干布之孙。芒松芒赞继位之时，因年幼，由大相噶尔·东赞域松（汉文文献作禄东赞）辅政。
汉文史料《新唐书·吐蕃传》不载其名，《通典》则作乞黎跋布。但学者王尧认为有误，乞黎跋布实为《大事纪年》中的拉跋布，并认为《通典》将芒松芒赞的事迹冠在了拉跋布头上。

## 生平

### 即位初期
芒松芒赞即位初期，摄政的禄东赞致力于安定吐蕃内部。652年制定税收制度，655年制定法律条文，并先后巡视吐蕃下属的各个地区，以巩固东临吐谷浑、西到象雄的疆界。
在整顿了内政之后，吐蕃于656年决定出兵攻占青海湖一带。禄东赞率12万大军讨伐吐谷浑的盟国白兰，大破白兰，将白兰变为属国。为了防止唐朝出兵支援吐谷浑，吐蕃竭力与唐朝保持友好的关系，658年，曾遣使向唐朝请求和亲，遭到拒绝。

### 攻破吐谷浑，进军西域
659年，吐谷浑大臣素和贵叛逃吐蕃，将吐谷浑的虚实全部告诉了禄东赞。禄东赞开始对吐谷浑展开大规模入侵，并于663年彻底攻占吐谷浑之地。吐谷浑国王诺曷钵与王后弘化公主出奔唐朝避难。此后吐谷浑变成了吐蕃的属国。吐蕃大论禄东赞留居吐谷浑之地，加强了吐蕃在吐谷浑地区的统治，在吐谷浑故地拥立了傀儡国王，将吐蕃公主嫁给了他。此后的不少吐谷浑王都是吐蕃赞普的女婿。
与此同时，唐朝在龟兹、焉耆、疏勒、于阗四镇的建立安西都护府，势力达到了粟特地区和克什米尔。唐朝在丝绸之路的贸易上得到了不少利益，引起了吐蕃的垂涎。
662年，吐蕃发兵攻打克什米尔地区的勃律，同时吐蕃煽动疏勒、龟兹和西突厥的弓月部反叛唐朝，以牵制唐朝的军队。蕃军大破勃律，勃律分裂为大勃律和小勃律两国，大勃律臣服于吐蕃，小勃律则臣服于唐朝。吐蕃成功在西域设立了自己的据点，控制了瓦罕走廊，但一系列的战争也使其与唐朝的同盟关系彻底决裂。
投靠吐蕃的龟兹是唐朝安西都护府的治所。因此唐朝派遣苏海政，会同西突厥的继往绝可汗阿史那步真、兴昔亡可汗阿史那弥射前往攻打龟兹。但禄东赞利用继往绝可汗与兴昔亡可汗之间的矛盾，使他们发生内讧，兴昔亡可汗被杀。吐蕃招诱兴昔亡属下的咄陆部投奔吐蕃，以抗唐军。663年，疏勒和弓月部招引蕃军围攻于阗，唐朝的安西都护高贤率军支援，无功而返。665年吐蕃再攻于阗，被西州刺史崔知辩击退。667年继往绝可汗死后，其属下的弩失畢部投降吐蕃。

### 大非川之战
667年，大相禄东赞在吐谷浑逝世，芒松芒赞亲政，并任命尚论查莫（藏語：ཞང་ལོན་པྲ་མོ་）为大相；不久又将尚论查莫改为副相，以禄东赞的长子噶尔·赞悉若多布（藏語：མགར་བཙན་སྙ་ལྡོ་བ་བུ་，汉文文献称之为赞悉若）为大相。赞悉若的各个兄弟都把持着各地兵权，其中禄东赞的次子噶尔·钦陵赞卓（汉文文献称之为论钦陵）领兵镇守吐谷浑地区。
670年春，吐蕃夺取了唐朝的塔里木盆地，于阗向吐蕃投降。随后吐蕃联合于阗攻陷龟兹的拔换城（今新疆阿克苏）。不久安西四镇焉耆、龟兹、疏勒、于阗尽入吐蕃之地。为了攻灭吐蕃以彻底铲除西部边境之患，唐高宗派薛仁贵为逻娑道行军大总管、并以阿史那道真、郭待封为副将，率十万大军讨伐吐蕃。薛仁贵等驻兵于大非川（今青海共和县西南切吉草原），但吐蕃守将论钦陵却以诱敌之计夺取了唐军的全部粮草，并以四十万大军包围了唐军据点。唐军大败，薛仁贵被迫与论钦陵讲和并撤军。
此后，吐蕃于673年整治牧场的管理，同时大举征兵。唐朝则趁此机会出兵西域，并于676年完全收复安西四镇；芒松芒赞立即派大相赞悉若联合西突厥前往征讨，次年吐蕃再次占领安西四镇。
676年，吐蕃大举入侵鄯州（青海乐都县）、廓州（青海化隆县西南）、河州（甘肃临夏市）、芳州（甘肃迭部县东南）和叠州（甘肃迭部县）。而根据藏文史料记载，芒松芒赞就在这一年逝世。其子杜松芒波杰刚出世不久，嗣位成为赞普，由生母没庐·赤玛类摄政。
由于杜松芒波杰年龄尚幼，唐与吐蕃的战争又十分激烈，重臣皆统兵在外，境内又有人谋叛，吐蕃王庭便把芒松芒赞的尸体藏了起来，保密了芒松芒赞的死讯三年，使外界都不知道吐蕃王庭权力的真空。直到679年（仪凤四年）局势稳定之后，论钦陵才公开祭祀芒松芒赞的遗体，并向唐朝通告了芒松芒赞的死讯。葬于松赞干布陵之左，陵墓中填满了财宝，称“俄谢晒波”陵（藏語：སྔོ་ཞེ་ཧྲལ་པོ）。
吐蕃王朝崩溃后，吐蕃爆发了各种属民奴隶起义（藏語：འབངས་ཀྱི་ཁེང་ལོག་རྣམས་རིམ་བར་བྱང）。877年，四名奴隶军首领将历代吐蕃赞普王陵瓜分并大肆挖掘。芒松芒赞的陵墓被尼哇（藏語：སྙི་བ）分得，因此未被挖掘，保存了下来。